# Бразильский гигантский уж
Бразильский гигантский уж (лат. Hydrodynastes gigas) — вид змей семейства ужеобразных.
Общая длина колеблется от 2,5 до 3 метров. Голова укорочена, спереди закруглённая, хорошо отграничена. Туловище стройное и крепкое. В позе угрозы поднимает переднюю треть туловища и раздувает шейный капюшон вроде кобры, при этом грозно шипя и осуществляя броски. Самцы жёлто-коричневые с чёрными, неправильной формы пятнами или поперечными полосами. От глаз по бокам головы и шеи идет чёрная полоса. Самки светло-коричневые с бледным рисунком.
Любит водоёмы во вторичных лесах, кустарниках, пойменных лугах. Ведёт полуводный образ жизни. Активен днём. Питается земноводными, птицами, рыбой.
Достаточно ядовитая змея, укусы достаточно болезненны.
Это яйцекладущая змея. Самка откладывает 30—42 яйца.
Эндемик Южной Америки. Живёт в Гайане, Суринаме, Перу, Бразилии, восточной Боливии, Парагвае, северной Аргентине.